# Sieblos-Museum
Das Sieblos-Museum ist ein paläontologisch-geologisches Museum im Tiefparterre des Rathauses von Poppenhausen (Wasserkuppe). 

## Geschichte und Beschreibung
Das Museum wurde im Januar 1995 eröffnet, zwei Jahre nachdem der Sammler Hugo Schubert einen Teil seiner in den 1980er Jahren im Abraum der Grube Sieblos gefundenen und präparierten Fossilien der Gemeinde geschenkt hatte.
Die Dauerausstellung wird durch einen künstlichen Bergwerksstollen betreten. Zunächst erfährt der Besucher Einzelheiten zur Geschichte des Bergbaus in Sieblos. Anschließend werden der geologische Aufbau und die Datierung der Siebloch-Schichten erläutert. Nach dem Verlassen des Stollens findet der Besucher die szenischen Darstellungen einer Abraumhalde und eines Laboratoriums vor. Im nächsten Raum befinden sich die Sieblos-Fossilien, vornehmlich in Vitrinen.
Ausgestellt werden Fundstücke aus einer aufgelassenen Braunkohlegrube beim Ortsteil Sieblos am Fuße der Wasserkuppe. Die Fundstelle beherbergt Fossilien von Flora und Fauna eines Süßwassersees mit Verlandungszonen aus dem unteren Oligozän mit einem Alter von etwa 35 Millionen Jahren. Die im Museum ausgestellten Pflanzenarten umfassen Farnpflanzen, Nackt- und Bedecktsamer. Daneben werden Fossilien von Insekten, Krebstieren (Wasserasseln), Fischen, kleinen Amphibien und Schnecken sowie Teile von Vögeln, Krokodilen und Säugetieren präsentiert.